# 요도정석
요도정석은 소목 착점에 한칸으로 걸쳐온 돌을 두칸협공할 때, 공격을 받는 상대 즉, 걸쳐온 돌이 눈목자로 뛰면서 진행되는 수순의 정석이다.